# Biserica „Sfinții Apostoli Petru și Pavel” din Vorniceni
Biserica „Sf. Apostoli Petru și Pavel” este o biserică amplasată în Vorniceni, raionul Strășeni, Republica Moldova. Este un monument arhitectural de importanță națională inclus în Registrul monumentelor Republicii Moldova ocrotite de stat cu nr. 1440 (raionul Strășeni). Datează din 1912.